# Errotasa neovalesiaca
Errotasa neovalesiaca är en insektsart som beskrevs av Alexander Fyodorovich Emeljanov 2005. Errotasa neovalesiaca ingår i släktet Errotasa och familjen vedstritar. Inga underarter finns listade i Catalogue of Life.